# تارگووک
تارگووک (به لهستانی:  Targówek) یک منطقهٔ مسکونی در لهستان است که در ورشو واقع شده‌است. تارگووک ۲۴٫۳۷ کیلومتر مربع مساحت و ۱۲۴٬۳۱۶ نفر جمعیت دارد.